# Arthur May (Widerstandskämpfer)

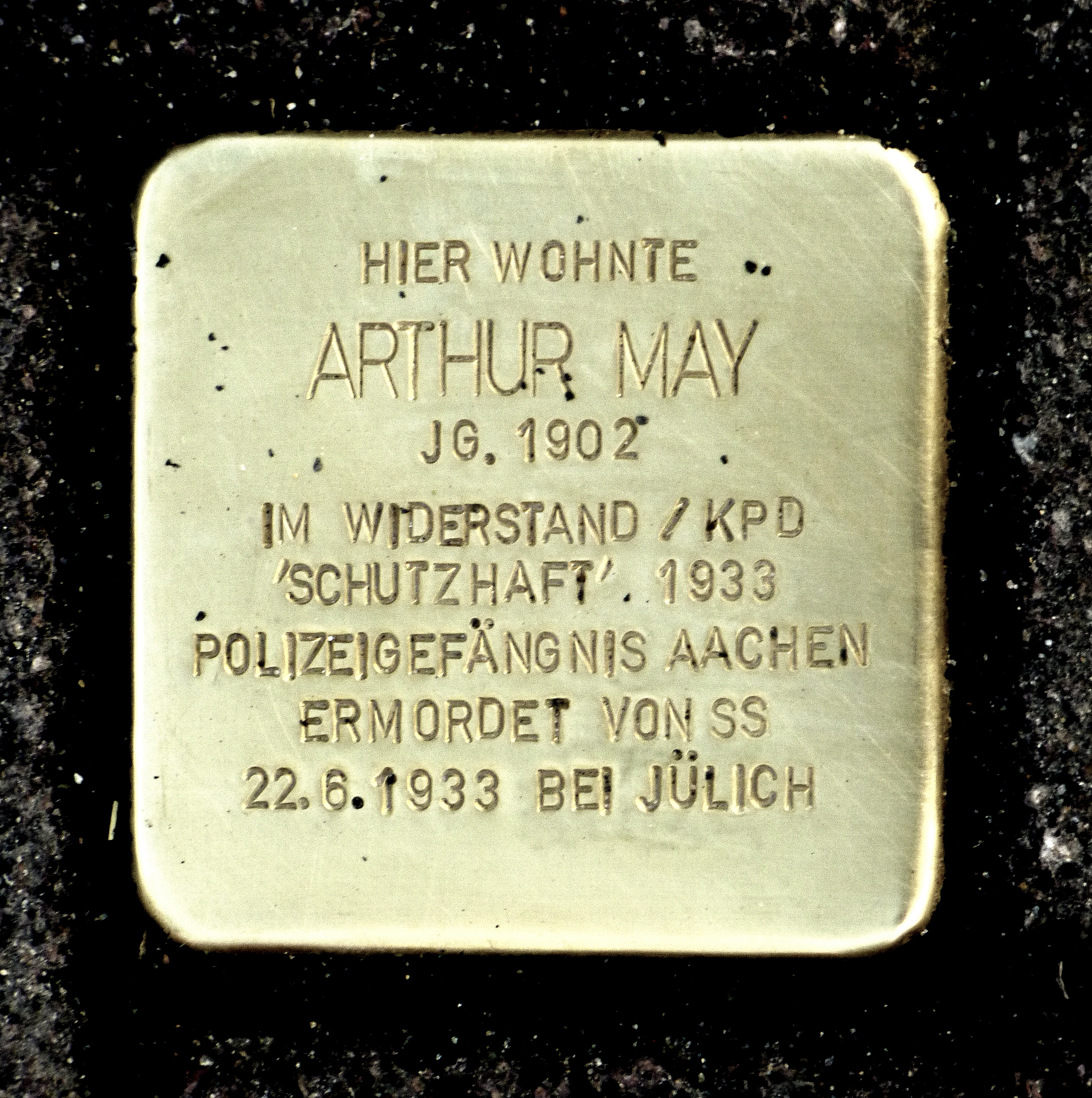
Stolperstein Arthur May in Aachen

Ernst Arthur Robert May (* 21. Dezember 1902 in Kloster Veilsdorf; † 22. Juni 1933 in Bourheim) war ein deutscher Widerstandskämpfer gegen den Nationalsozialismus. Als ausgebildeter Journalist war er zuletzt Chefredakteur der Aachener Arbeiter Zeitung und Funktionär in der Kommunistischen Partei Deutschlands (KPD). Er gilt als eines der frühen Opfer der faschistischen Diktatur. In Erinnerung an ihn wurde am 6. Februar 2019 an seinem letzten Wohnsitz in Aachen von dem Künstler Gunter Demnig ein Stolperstein verlegt.

## Leben und Wirken
Der Sohn des Korbmachers Franz Friedrich May (1874–1918) und der Fabrikarbeiterin Hedwig Antonie Alma, geborene Bohsecker (* 1882), wuchs in Coburg auf. Nach dem Ersten Weltkrieg zog er nach Köln, wo er zunächst der SPD beitrat und später zur KPD wechselte. Seit 1928 arbeitete er unter Wilhelm Pinnecke und Ismar Heilborn als Redakteur für die Sozialistische Republik, die Tageszeitung der KPD für Köln und Umgebung.
Im Sommer 1932 zog May nach Aachen und wurde Chefredakteur bei der Aachener Arbeiter-Zeitung, die als Kopfblatt der KPD-Zeitung Sozialistische Republik in Köln erschien und vom Colonia-Verlag in Köln gedruckt und verlegt wurde, wobei lediglich der Lokalteil von der Redaktion in Aachen selbst erstellt wurde. Darüber hinaus übernahm May die politische Leitung des Unterbezirks Aachen Stadt und Land der KPD und trat bei vielen Veranstaltungen der Nationalsozialisten als Gegenredner auf.
Damit geriet er zunehmend ins Visier der Nationalsozialisten, vor allem seit der Machtergreifung durch Adolf Hitler am 30. Januar 1933. Zunächst wurde mit Wirkung vom 21. Februar 1933 die Aachener Arbeiter-Zeitung verboten und May damit arbeitslos. Er versuchte noch mit anderen Genossen eine Reorganisation der Revolutionären Gewerkschafts-Opposition (RGO) und des Kampfbundes gegen den Faschismus (KgdF), doch mehr als konspirative Treffen gelang den Akteuren nicht. May selbst stand nunmehr unter Beobachtung und war der ständigen Gefahr einer Festnahme ausgesetzt. Er konnte sich daraufhin nicht mehr in seiner angemeldeten Wohnung auf dem Muffeter Weg 57 aufhalten und wurde schließlich am 16. Juni 1933 in einem Versteck in der Alsenstraße verhaftet. Am Sitz der preußischen Polizeibehörde in der Gelben Kaserne in Aachen wurde er verhört und schwer gefoltert. Auf Ersuchen des in Aachen tätigen SS-Sturmbannführers Erwin Rösener sollte May zu einer weiteren Vernehmung und einer angeblichen Zeugengegenüberstellung nach Jülich gebracht werden. Die Polizeiführung übergab daraufhin den in Schutzhaft befindlichen May zwei SS-Männern, die ihn in die Jülicher Zitadelle überführen sollten.
Der Transport wurde in der Nacht vom 21. auf den 22. Juni 1933 in einem offenen Fahrzeug ausgeführt. Kurz nach Mitternacht und vor der Ankunft wurde der Häftling auf Höhe des Jülicher Ortsteils Bourheim „auf der Flucht erschossen“.
Ein erstes Ermittlungsverfahren wegen Mordes gegen die Schützen wurde noch im Jahr 1933 „angeblich“ mangels Beweisen eingestellt. Aufgrund einer Anzeige der KPD Jülich aus dem Jahr 1946 wurde schließlich im Jahr 1954 der Fall May vor dem Aachener Schwurgericht erneut verhandelt. Grundlage des Verfahrens war der Zufallsfund eines Flugblattes der KPD mit dem Titel „Ein Märtyrer der sozialen Revolution. Arthur May ermordet!“, in dem behauptet wird, dass May aus allernächster Nähe erschossen wurde, dass sein Körper von blutunterlaufenen Striemen übersät war, Kopf und Gesicht entsetzlich zugerichtet und die Augen ausgeschlagen waren. Grundlage dieser Behauptungen waren Aufnahmen der Leiche, die einige Wochen nach seinem Tod inoffiziell exhumiert und zwecks Begutachtung nach Holland gebracht worden war. Anschließend wurde sie wieder in Bourheim beerdigt.
Diese Flugblätter waren 1933 in Aachen, Köln und Stolberg verteilt worden, von denen die GeStaPo mehr als 700 Exemplare wieder  einsammeln konnte. Obwohl die Indizien erneut eindeutig auf Mord deuteten, wurde bei dem Prozess im Jahr 1954 einer der beteiligten SS-Männer freigesprochen, der zweite mutmaßliche Täter war zwischenzeitlich verstorben. Bei beiden Gerichtsverfahren waren die amtlich beteiligten Polizisten, Mediziner und Richter eng mit dem Nationalsozialismus verbunden und Mitglieder in verschiedenen Parteiorganisationen gewesen.